# Joshua Herdman
Joshua Mintone Herdman (Hampton, 9 de setembro de 1987) é um ator e lutador de MMA britânico, nascido na Reino Unido. Ele é mais conhecido por interpretar Gregory Goyle na série de filmes Harry Potter.

## Biografia
Seus pais são Martin (também ator) e Julia Herdman, sendo o mais novo de quatro irmãos.
Começou a atuar quanto tinha apenas sete anos, mas sua carreira avançou quando foi escolhido para interpretar Gregory Goyle em Harry Potter e a Pedra Filosofal.
No seu tempo livre, ele gosta de visitar sua família na sua casa em St. Margarets, sair com amigos, ir ao cinema e escutar rap. Seus hobbies incluem lutar boxe, escrever roteiros de filmes e fazer curta-metragens.
Porém, Joshua fez com que o boxe deixasse de ser apenas um hobbie. Avançou no esporte e começou carreira no MMA. Aos 28 anos de idade, estreou com vitória sobre o polonês Janusz Walachowski.

## Filmografia
- 2010/2011 – Harry Potter e as Relíquias da Morte
- 2009 – Harry Potter e o Enigma do Príncipe
- 2007 – Harry Potter e a Ordem da Fênix
- 2005 – Harry Potter e o Cálice de Fogo
- 2004 – Harry Potter e o Prisioneiro de Azkaban
- 2002 – Harry Potter e a Câmara Secreta
- 2001 – Harry Potter e a Pedra Filosofal

1. ↑  Early, Chas (27 de fevereiro de 2018). «Who is Marcella star Josh Herdman? Everything you need to know about the Eric actor» (em inglês). BT.com. Consultado em 10 de janeiro de 2025. Cópia arquivada em 25 de julho de 2018